# Annie Broadbent
Pour les articles homonymes, voir Broadbent.
Annie Broadbent, née le 9 juin 1908 à Halifax (Royaume-Uni) et morte le 14 janvier 1996 dans la même ville, est une gymnaste artistique britannique.

## Carrière
Annie Broadbent remporte aux Jeux olympiques d'été de 1928 à Amsterdam la médaille de bronze du concours général par équipes féminin avec Amy Jagger, Carrie Pickles, Margaret Hartley, Ada Smith, Lucy Desmond, Doris Woods, Jessie Kite, Queenie Judd, Midge Moreman, Ethel Seymour et Hilda Smith.